# 长鞭藤
长鞭藤（学名：Calamus flagellum）又名黑鳞秕藤，为棕榈科省藤属下的一种。